# USB Killer

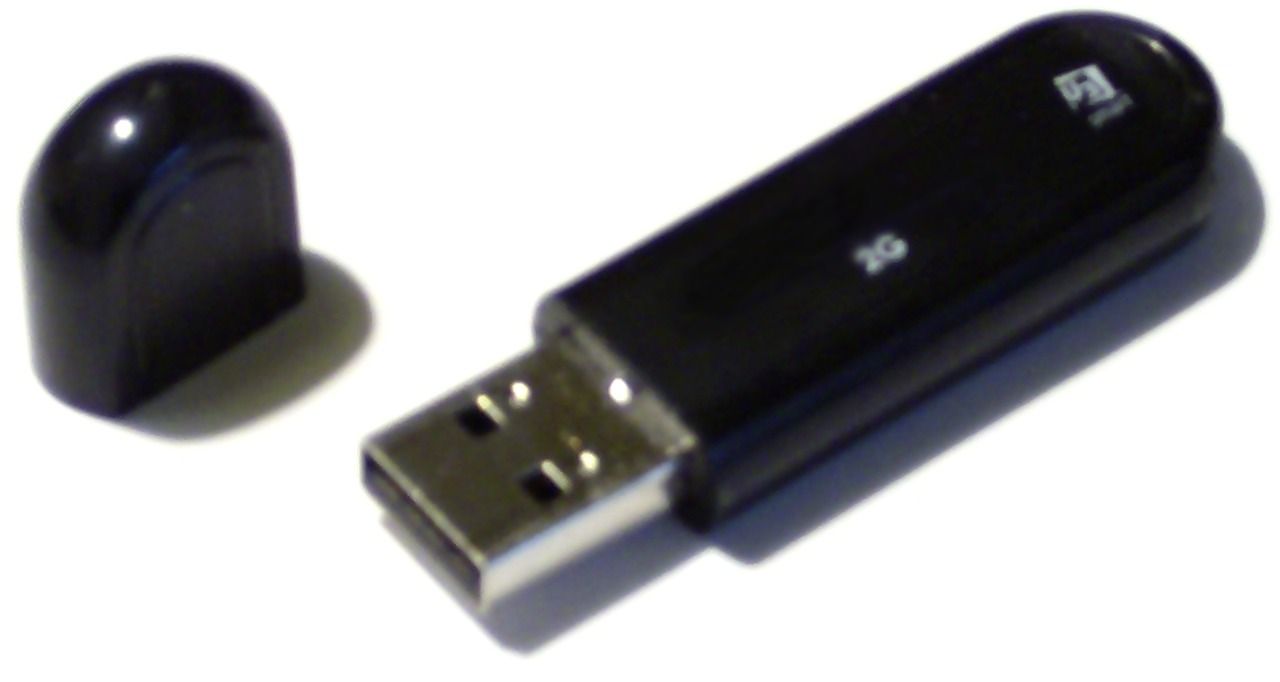
Внешне «флешка-убийца» может быть неотличима от обычного флеш-накопителя

USB Killer («USB-киллер», разг. «флешка-убийца») — USB-устройство, которое при подключении к компьютеру высвобождает высоковольтный разряд, способный уничтожить компьютер.

## Описание
USB Killer состоит из DC-DC-преобразователя и ряда конденсаторов. Будучи подключенным к компьютеру, устройство заряжается от линии питания USB, после чего высвобождает высоковольтный разряд в полосы передачи данных. Этот цикл быстро повторяется до тех пор, пока USB Killer не извлекается из компьютера или цепь не уничтожается физически. Работая таким образом, устройство способно за несколько секунд уничтожить персональный компьютер (если он не содержит защиты от такого рода атак), нанеся непоправимый ущерб USB-контроллеру и материнской плате. Тем не менее, накопители могут пережить атаку, поэтому с уничтоженного компьютера может быть возможно восстановить данные.
USB Killer могут иметь разный форм-фактор, например, быть неотличимыми от обычного флеш-накопителя, или располагаться внутри компьютерной мыши.

## История
В 2015 году российский пользователь с ником Dark Purple опубликовал несколько блогпостов, в которых продемонстрировал работу прототипа «USB Killer». В 2016 году гонконгский стартап USB Kill запустил серийное производство «флешек-убийц» USB Kill 2.0.

## Применение
Гонконгская компания USB Kill, производящая «флешки-убийцы», позиционирует их как устройства для тестирования USB-портов на защищённость от скачков напряжения. Использование устройства показало, что большая часть компьютеров уязвима для такого рода атак.
Также USB Killer может быть использован в деструктивных целях; так, в 2019 году в Олбани индийский студент был приговорён к годовому тюремному заключению за уничтожение 66 компьютеров и нескольких мониторов в колледже Сент-Роуз.